# Gloria Scott
Gloria Scott (ang. „The Adventure of the „Gloria Scott”) – opowiadanie Arthura Conana Doyle’a z serii przygód detektywa Sherlocka Holmesa. Po raz pierwszy wydrukowane w czasopiśmie The Strand Magazine w kwietniu 1893, następnie w tomie Wspomnienia Sherlocka Holmesa w 1894. Ilustracje wykonał Sidney Paget.
Holmes opowiada doktorowi Watsonowi o swej pierwszej sprawie. W czasie studiów spędzał wakacje u kolegi, Wiktora Trevora w sielskiej okolicy hrabstwa Norfolk. Ojciec Wiktora, znany z wyrozumiałości sędzia pokoju, żartobliwie zaproponował Holmesowi, by wydedukował coś z jego wyglądu. Odpowiedź przyszłego detektywa była na tyle trafna, iż doprowadziła rozmówcę do omdlenia. Sędzia utwierdził Holmesa w chęci zostania tropicielem zagadek. Któregoś dnia zjawił się marynarz Hudson, dawny znajomy gospodarza. Sędziego jego widok zaskoczył, a nawet przeraził. Czując gęstniejącą atmosferę Holmes postanowił opuścić gościnny dworek.
U schyłku wakacji powrócił wezwany przez Wiktora. Z opowieści kolegi wynikało, że Hudson zachowywał się ordynarnie, upijał się, zaś sędzia z zagadkowych powodów tolerował te wybryki. W końcu Wiktor oburzony impertynencją intruza wyrzucił go z pokoju. Marynarz bezskutecznie zażądał przeprosin, po czym obwieścił, że uda się do ich wspólnego znajomego pana Beddoesa w Hampshire. Domownicy odetchnęli z ulgą. Po jakimś czasie nadszedł dziwny list nadany z Fordingbridge. Sędzia przeczytawszy go przerażony umarł.
List brzmiał:
The supply of game for London is going steadily up. Head-keeper Hudson, we believe, has been now told to receive all orders for fly-paper and for preservation of your hen-pheasant’s life. (Polowanie pod Londynem rozpoczęte. Główny łowczy Hudson zarządził chyba wszystko. Wyraźnie już powiedział: Będzie wielka obława. Dlatego trzeba ratować bażancich samic życie!)
Holmes po kilku próbach czytania co drugiego słowa bądź od tyłu odkrył, iż trzeba czytać co trzecie słowo, począwszy od pierwszego. Otrzymał wiadomość:
The game is up. Hudson has told all. Fly for your life. (Polowanie rozpoczęte. Hudson wszystko powiedział. Obława! Ratować życie!)
Wyglądało, iż marynarz szantażował czymś swego gospodarza i Beddoesa. Udział Holmesa w rozwiązaniu zagadki ograniczył się do odszyfrowania listu. Aby dowiedzieć się, co powiedział Hudson, należało przeczytać zapiski sędziego o dziejach statku „Gloria Scott”, które zdążył był sporządzić.
Jako swoją trzecią sprawę Holmes określił „Rytuał Musgrave’ów”, brak danych, co było drugą.